# Лесной кот

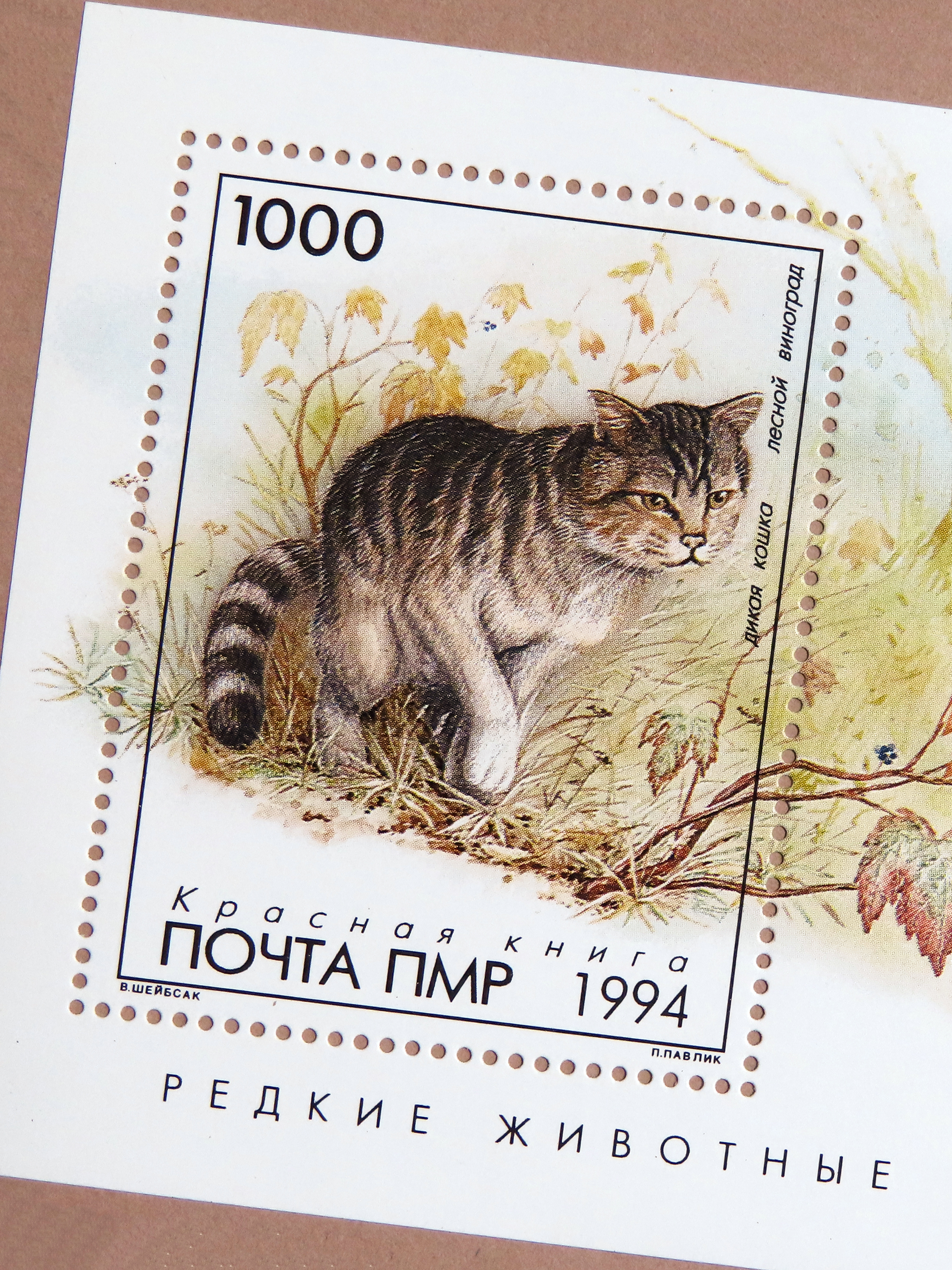
Дикая кошка из серии «Красная книга ПМР», Почта Приднестровья, 1994

Лесной кот, или лесна́я ко́шка, или ди́кая ко́шка, или ди́кий кот, или европе́йская ко́шка, или европе́йский кот (лат. Felis silvestris от лат. fēles (fēlis) — «кошка», лат. silvestris — «лесной, находящийся, живущий или растущий в лесу, дикий, дикорастущий») — хищное млекопитающее из семейства кошачьих. В таксономии продолжаются споры, относятся ли европейские, азиатские и африканские дикие кошки к разным видам или подвидам. Согласно таксономической классификации, принятой в 2017 году, существует 2 вида: лат. Felis silvestris («европейский дикий кот», обитает в Европе, на Кавказе и в Турции) и лат. Felis lybica («африканский дикий (степной) кот», обитает в странах Африки, Ближнего Востока, Средней и Центральной Азии, в низовьях Волги). Ранее их относили к одному виду. Оба вида имеют подвиды.

## Происхождение
Непосредственной предковой формой лесной и степной кошки, как считается, является вид Felis lunensis Martelli, 1906, известный из раннего плейстоцена Италии. Находки их ископаемых останков обнаруживаются в Европе, начиная с предпоследнего межледниковья. Ископаемые находки лесного кота известны из плейстоцена Палестины и Кавказа (Кударо).
Согласно исследованиям Национального института раковых заболеваний США, все современные домашние кошки произошли от группы самоодомашненных лесных кошек около 10 000 лет назад где-то на Ближнем Востоке. Считается, что это произошло в период неолитической земледельческой революции, поскольку выращивание зерновых и их хранение привлекало к поселениям человека грызунов, а за ними и диких кошек. Ближайшим родственником лесной кошки является барханный кот (лат. Felis margarita).
По данным генетиков, изучавших митохондриальную ДНК кошачьих, разделение линий лесного кота (Felis silvestris) и китайской (гобийской) кошки (Felis bieti) произошло 230 тыс. лет назад. В самом генотипе лесного кота насчитывается 38 хромосомы и 68 плеч аутосом.

## Ареал
Лесная кошка обитает в Европе, на Ближнем Востоке, в Средней и Центральной Азии, в Африке.
В 2019 году, при участии немецкого специалиста Марианны Хартманн, помогшей возродить их популяцию в Баварии, была предпринята попытка вернуть лесных котов в Англию и Уэльс (Девон, Корнуолл и средний Уэльс были признаны наиболее подходящими местами с наилучшими условиями), где их не находили уже 150 лет.
Начиная с 2013 года лесные коты снова появились на юге Нидерландов (провинция Лимбург), откуда исчезли из-за вырубки лесов и охоты столетия назад. Популяция росла за счёт искавших новую территорию котов из гор Айфель в Германии и бельгийских Арденн. На это повлияла также новая политика лесопользования и поощрение фермеров сажать лесные изгороди для процветания полёвок.

### Подвиды

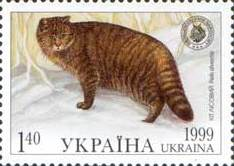
Лесной кот на почтовой марке Украины

Выделяют 22 подвида лесного кота, число и систематика подвидов оспаривается разными авторами:
- Felis silvestris silvestris — Среднеевропейский лесной кот
- Felis silvestris cafra —  с 2017 года рассматривается, как подвид Felis lybica cafra[6]
- Felis silvestris catus — Домашняя кошка — некоторыми авторами рассматривается как отдельный вид — Felis catus[6][13]
- Felis silvestris caucasica — Кавказский лесной кот
- Felis silvestris caudata — Туркестанский степной кот[1]
- Felis silvestris chutuchta
- Felis silvestris cretensis
- Felis silvestris foxi
- Felis silvestris gordoni — Оманский дикий кот[14]
- Felis silvestris grampia
- Felis silvestris griselda
- Felis silvestris haussa
- Felis silvestris iraki
- Felis silvestris jordansi
- Felis silvestris lybica — Степной кот — в последние годы рассматривается как отдельный вид — Felis lybica, с несколькими подвидами в Азии и Африке[13]
- Felis silvestris mellandi
- Felis silvestris nesterovi
- Felis silvestris ocreata
- Felis silvestris ornata — с 2017 года рассматривается как подвид Felis lybica ornata[6]
- †Felis silvestris reyi
- Felis silvestris rubida
- Felis silvestris tristrami
- Felis silvestris ugandae

На территории России встречаются подвид кавказский лесной кот (на Западном Кавказе, главным образом в низкогорьях), а также степной кот (иногда считают отдельным видом), занесённые в Красную книгу. Раньше лесной кот также встречался на Дону и в верховьях Днепра, а по некоторым данным, даже на территории современных Псковской и Архангельской областей. Обитающий на побережье Каспия камышовый кот относится к другому виду.

## Внешний вид
Внешний вид вполне типичен для рода кошек. В частности, облик лесных кошек очень похож на таковой у домашних, однако лесные несколько крупнее по размеру и обладают более массивным телосложением. Размер тела — от 45 до 80 см в длину. В высоту лесные кошки достигают в среднем около 35 см. Хвост толстый, равномерно опушённый по всей своей длине, с закруглением-«обрубком» на конце (в то время как, например, у степной кошки хвост более длинный и узкий). Кавказские лесные кошки несколько больше и по длине тела и хвоста, и по весу, чем экземпляры из Восточной и Западной Европы. Африканские подвиды обычно меньше размером и имеют более светлую окраску. Масса достигает от 3 до 8 кг. Коты весят 5-11,5 кг, самки-кошки — 3,7-10 кг.
Мех лесных кошек густой и пушистый. Окрас сильно изменчив в зависимости, но преобладает буровато-серый цвет (зимой с охристым оттенком). На мордочке, на спине, по бокам и на хвосте присутствуют ряд тёмных, почти чёрного цвета полос: на верхней стороне проходят 4 продольных полосы; поперёк спины и боков проходит от 8 до 12 полос; а хвост обладает 4-6 «кольцами» и тёмным кончиком. Брюхо серовато-охристое, одноцветное либо с редкими тёмными пятнышками. По́лосы на ногах редкие. На горле нередко может присутствовать светлое пятно. Такой же полосатый окрас (табби) присутствует и у домашних кошек. У лесных же кошек окрас иногда может быть почти чёрным.

## Образ жизни
Лесная кошка живёт оседло, ведя одиночный образ жизни, лишь в голодные годы она вынуждена откочёвывать. Размер индивидуального участка лесной кошки составляет от нескольких десятков гектаров (в лесах Европы) до нескольких квадратных километров у степной кошки в полупустынях и пустынях Африки. Проживает в широколиственных лесах, реже в хвойных. В низовьях Кубани и Терека обитает в зарослях камыша, тростника и кустарника. Обитает как и на равнине, так и в горах: так, на Кавказе она поднимается до высоты 1500—2000 м. На Кавказе в виде исключения встречается и в субальпийском поясе. Предпочитает глухие участки леса с наличествующими там полянами и выходами скал, а также речные долины. Лесная кошка не избегает и близости человека, поселяясь неподалёку от человеческих жилищ или даже непосредственно в них: на чердаках домов и в сараях. В отличие от домашней кошки, лесная не боится сырости и нередко селится в местах с высокой влажностью.
Лесная кошка проживает в местах со средней глубиной снега не более 20 см, поскольку ей очень трудно передвигаться по глубокому снегу, а кроме того, она не способна доставать оттуда прячущихся там грызунов.
Лесная кошка не сооружает собственного жилища, убежищем ей служат ду́пла и пустоты упавших деревьев, реже — расщелины скал, низко расположенные ду́пла ещё стоящих деревьев, а в некоторых местах (в частности, на Кавказе) может занимать пустые норы барсуков и других животных. Оно обычно используется животным в течение длительного периода времени. Подстилка в логове лесной кошки отсутствует.
Лесная кошка ведёт как ночной, так и дневной образ жизни.

## Питание
Она охотится на мелких грызунов вроде мышей, полёвок и крыс, реже — на мелких птиц и рыбу. Она поселяется там, где нет недостатка в мышевидных грызунах, также охотится на зайцев, ондатр, нутрий, кроликов и птиц, гнездящихся на земле. Лишь в очень редких случаях, во время недостатка грызунов, кошка может нападать на детёнышей копытных вроде оленят или косулят, да и то, ей удаётся поймать их при условии, что звери были ослаблены и не могут скрыться. Также в это время лесные кошки могут поедать свежую падаль. При случае лесная кошка может нападать на домашнюю птицу. Как и домашняя кошка, лесная в небольшом количестве поедает и растительную пищу: зелёные части злаковых растений и осок, а кроме того и фрукты. Также в небольшом количестве лесная кошка употребляет в пищу насекомых. Обычно лесные кошки охотятся поодиночке, на охоту они выходят чаще всего ночью, но летом могут и днём. Несмотря на то, что они хорошо лазают по деревьям, охотиться они предпочитают на земле.
Лесная кошка охотится преимущественно скрадом, или же караулит добычу возле её норы, после чего набрасывается на неё и убивает её укусом в голову или шею. После неудачного броска на добычу лесная кошка не преследует её. Плавающих в водоёмах нутрий она подстерегает, сидя на нависшем над водой дереве.

## Поведение
Лесные кошки очень пугливы и стараются не приближаться к поселениям людей. Они ведут скрытный и одиночный образ жизни и удерживают территорию от 1 км² (в Шотландии, Франции) до 6—10 км² — в пустынях Южной Африки. Свою территорию лесная кошка помечает пахучим секретом. Лесная кошка практически не поддаётся приручению, что касается даже очень маленьких котят.
Вокализация лесной кошки аналогична кошке домашней, но голос звучит более низко, басовито.
Как и домашняя кошка, лесная передвигается совершенно бесшумно, чаще всего шагом или лёгкой рысцой, но добычу преследуют прыжками. Отпечатки лап вполне типичны для кошек.

## Размножение

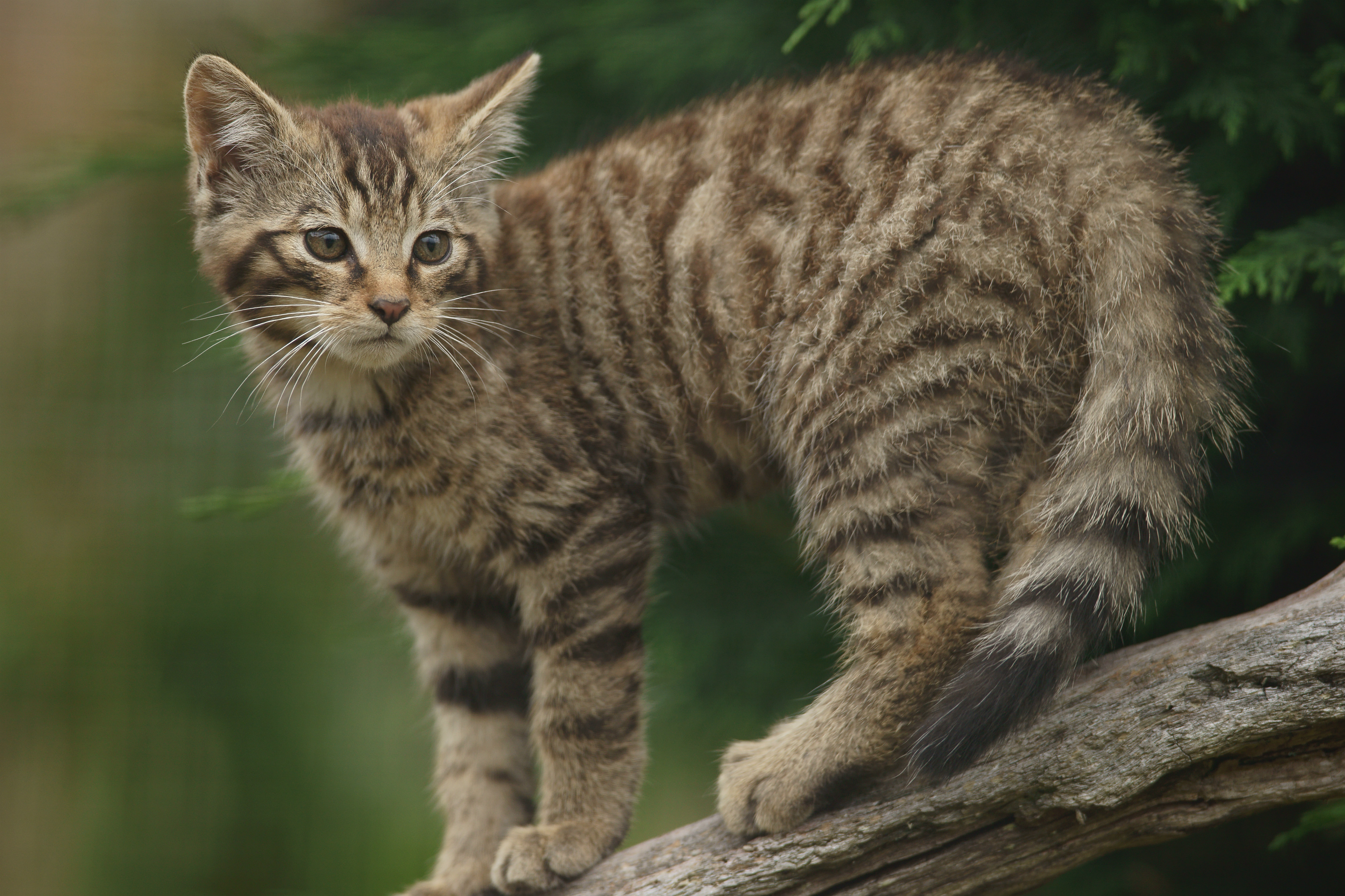
Котёнок шотландской дикой кошки в Британском центре дикой природы

Гон проходит зимой и ранней весной, сопровождается драками и громкими мяуканьями самцов (хотя в Европе осенью у самок иногда проходит вторая течка). Беременность проходит 63-68 дней, около двух месяцев. В апреле-мае рождаются три-четыре (по другим данным, 3-6) слепых котёнка, покрытых светло-палевым пухом с тёмными пятнышками. Впрочем, развитие котят протекает довольно быстро, в частности, они открывают глаза уже на 9-12 дни, а молочные зубы, начиная с резцов, прорезаются в возрасте в 14-30 дней. Мать кормит детёнышей молоком на протяжении трёх-четырёх месяцев, но уже в июне, в двухмесячном возрасте, котята начинают охотиться вместе с матерью, и к осени мало отличаются от взрослых особей. В это время выводки распадаются. Половая зрелость наступает в возрасте одного года. По другим данным, самки достигают половой зрелости уже через 9—10 месяцев, тогда как самцы лишь на третьем году жизни.
Продолжительность жизни лесного кота в неволе достигает 20 лет.

## Хозяйственное значение
Лесная кошка приносит пользу истреблением грызунов, но вместе с тем также охотится на пернатую дичь, нанося некоторый ущерб охотничьему хозяйству, также может нападать и на домашних птиц. Мех лесной кошки малоценен.

## Угрозы со стороны человека
Для всех подвидов, особенно европейских, наибольшую угрозу представляют: скрещивание с одичавшими домашними кошками, конкуренция с одичавшими кошками за добычу и территорию, передача инфекций от одичавших кошек, гибель на автодорогах и железных дорогах, разрушение естественной среды обитания. Лесные кошки иногда попадают в петли, выставленные на зайцев, на открытой местности могут стать жертвой бродячих или охотничьих собак. В Африке и Шотландии диких кошек иногда уничтожают как «вредителей» (в Шотландии попутно с одичавшими домашними, которые живут в тех же местах). В Азии раньше охотились на них из-за меха, но в настоящее время международная торговля мехом диких кошек почти прекращена. В целом численность диких кошек уменьшается.